# Dégelis
Pour les articles homonymes, voir Dégelis (homonymie).
Dégelis est une ville canadienne située au Québec dans la municipalité régionale de comté du Témiscouata au Bas-Saint-Laurent en bordure du lac Témiscouata et de la rivière Madawaska. Elle est traversée par la route 185 qui la relie à Rivière-du-Loup à 85 km au nord et à Edmundston au Nouveau-Brunswick à 34 km au sud. La municipalité est membre de la Fédération des Villages-relais du Québec.

## Toponymie

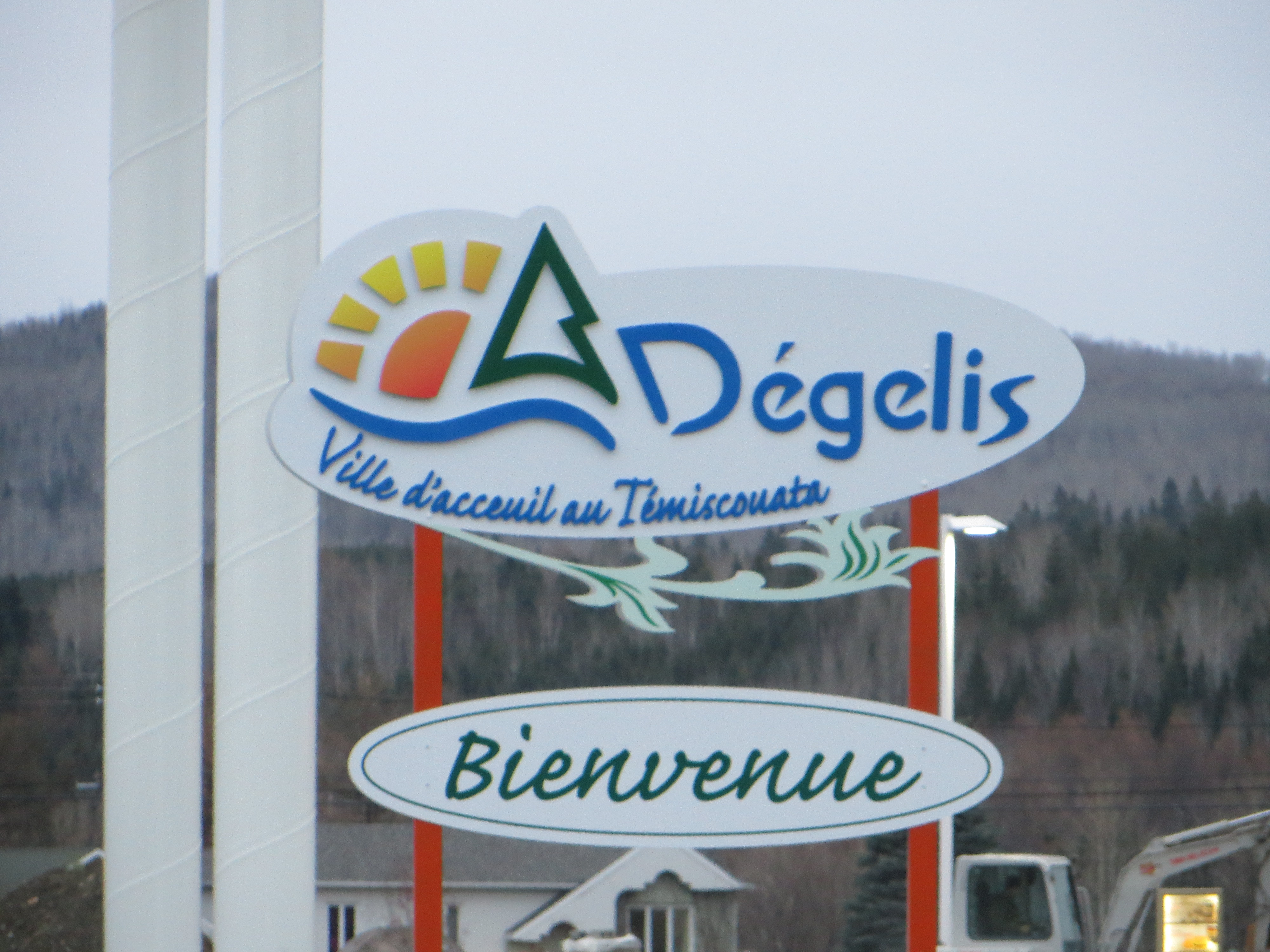
Affiche de bienvenue à Dégelis

Située sur les bords de la rivière Madawaska, la ville doit son nom à un phénomène physique: un endroit de la rivière situé vis-à-vis de la ville ne gèle jamais. Un dégelis, en ancien français, signifie soit une étendue d'eau laissée libre de glace (ce qui correspond au phénomène observé à Dégelis), soit un dégel local en hiver (sans raison apparente), soit une ouverture faite dans la glace lors du dégel saisonnier.
L'endroit correspondant au dégelis est nommé dégelé dans un rapport rédigé par Joseph Bouchette en 1815. L'orthographe à l'époque varie considérablement. Des documents cléricaux et administratifs datant de 1858 à 1878 réfèrent à la paroisse sous les noms de Dégely, Ste. Rose du Dégely, ou (Sainte-Rose-du) Dégeli. Les noms Sainte-Rose-du-Dégel et Dègelis furent également usités pendant une certaine période.
Les gentilés sont nommés Dégelisiens et Dégelisiennes.

## Histoire

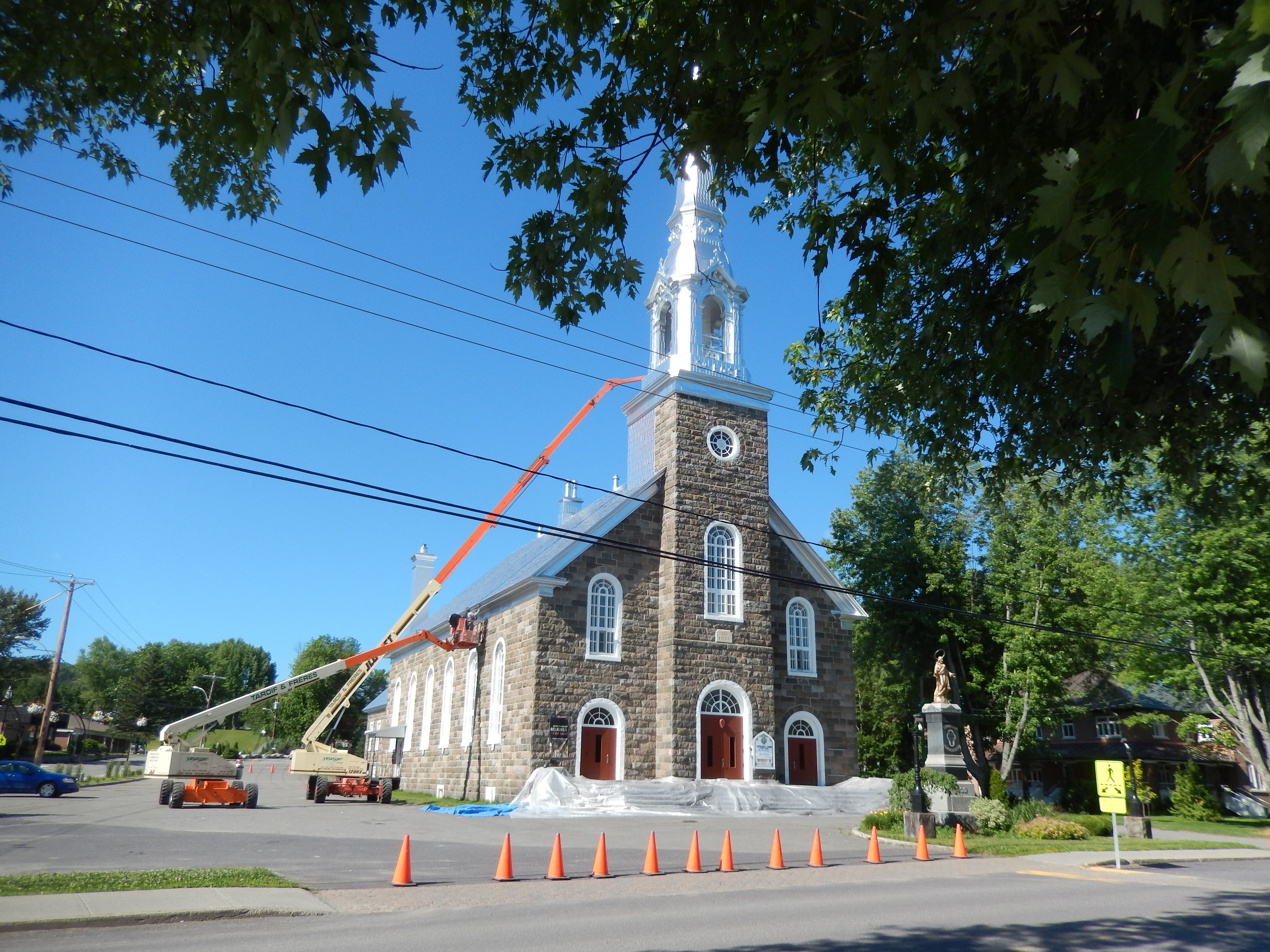
L'église Sainte-Rose de Dégelis en juillet 2014

La mission catholique fondée en 1860 prit le nom de Sainte-Rose-du-Dégelé. Le choix de Sainte Rose comme protectrice a été effectué par Mgr Langevin, évêque de Rimouski de 1867 à 1891, en l'honneur de Rose Marquis, bienfaitrice de la mission. La paroisse érigée canoniquement en 1885 et la municipalité de paroisse qui fut créée officiellement la même année gardèrent le même nom. Cela n'empêche pas Le Naturaliste Canadien, publication scientifique, d'y référer sous le nom Sainte-Rose-du-Dégelis en 1882. Le bureau de poste de l'endroit portait le nom de Sainte-Rose-du-Dégelé depuis 1879 et le conserva jusqu'en 1968. En effet, en 1967, le nom de la municipalité fut changé en Sainte-Rose-du-Dégelis pour des considérations lexicales. En 1969, le nom fut raccourci en Dégelis alors que l'endroit recevait le statut de ville.

## Géographie
Dégelis est située sur le versant sud du fleuve Saint-Laurent à 290 km au sud-est de Québec et à 500 km au sud-ouest de Gaspé tout près de la frontière avec le Nouveau-Brunswick. Les villes importantes près de Dégelis sont Rivière-du-Loup à 85 km au nord-est, La Pocatière à 150 km à l'ouest et Edmundston au Nouveau-Brunswick à 35 km au sud-est. Le territoire de Dégelis couvre une superficie de 562,84 km2.
La ville de Dégelis est située dans la municipalité régionale de comté du Témiscouata dans région administrative du Bas-Saint-Laurent. La paroisse de Dégelis fait partie de l'archidiocèse de Rimouski.

## Démographie
| 1881 | 1891 | 1901 | 1911  | 1921  | 1931  | 1941  | 1951  |
| ---- | ---- | ---- | ----- | ----- | ----- | ----- | ----- |
| 672  | 800  | 963  | 1 325 | 1 962 | 1 882 | 1 876 | 2 393 |

| 1956  | 1961  | 1966  | 1971  | 1976  | 1981  | 1986  | 1991  |
| ----- | ----- | ----- | ----- | ----- | ----- | ----- | ----- |
| 2 679 | 2 864 | 2 854 | 3 046 | 3 304 | 3 477 | 3 528 | 3 350 |

| 1996  | 2001  | 2006  | 2011  | 2016  | 2021  | - | - |
| ----- | ----- | ----- | ----- | ----- | ----- | - | - |
| 3 437 | 3 317 | 3 209 | 3 051 | 2 863 | 2 848 | - | - |

Selon Statistique Canada, la population de Dégelis était de 3 051 habitants en 2011 et de 3 209 habitants en 2006. La tendance démographique des dernières années suit celle de l'Est du Québec, c'est-à-dire une décroissance. En effet, en 2001, la population était de 3 317 habitants. Cela correspond à un taux de décroissance de 3,3 % en cinq ans. L'âge médian de la population est de 45,6 ans.
Le nombre total de logements privés dans la ville est de 1 630. Cependant, seulement 1 331 de ces logements sont occupés par des résidents permanents. La majorité des logements de Dégelis sont des maisons individuelles.
Selon Statistique Canada, 1,4 % de la population de Dégelis est issu de l'immigration. Tous les immigrants de Dégelis ont immigré avant 2000. 98,7 % de la population de Dégelis a le français comme langue maternelle et 0,3 % de cette population a le français et l'anglais comme langues maternelles. 0,6 % de la population a l'anglais comme langue maternelle et 0,3 % a une autre langue que le français et l'anglais en tant que langue maternelle. 14,5 % de la population maitrise les deux langues officielles du Canada et toute la population maitrise le français.
Le taux de chômage dans la ville était de 7,2 % en 2006. Le revenu médian des Dégelisiens est de 20 933 $ en 2005.
43,9 % de la population âgée de 15 ans et plus de Dégelis n'a aucun diplôme d'éducation. 32,7 % de cette population n'a que le diplôme d'études secondaires ou professionnelles. 3,4 % de cette population a un diplôme de niveau universitaire. 1,9 % des diplômés ont effectué leurs études à l'extérieur du Canada. Les deux domaines d'études principaux des Dégelisiens sont le « génie, l'architecture et les services connexes » ainsi que le « commerce, la gestion et l'administration publique ».

## Histoire
Quatre familles de soldats britanniques ont résidé en deux emplacements situés sur le territoire actuel de Dégelis de 1814 à environ 1823. En 1839, la construction du poste de Dégelis a débuté. Ce poste était un petit fort faisant partie d'une série de quatre forts qui incluait aussi le Fort Ingall. Des soldats et des colons ont habité le fort et ses environs. Certains colons sont demeurés dans la région après la guerre d'Aroostook.
La mission catholique Sainte-Rose-du-Dégelé fut fondée en 1860. La paroisse du même nom fut érigée canoniquement en 1885. La fondation de la mission coïncide avec le début de la colonisation du territoire alors connu sous le nom de Le Dégely.
Dégelis est l'une des localités organisatrices du Ve Congrès mondial acadien en 2014.

## Économie
L'économie de Dégelis tourne principalement autour de l'industrie forestière. En effet, cette ville est l'hôte d'un moulin à bois produisant des briquettes de bois franc d'érable, de chêne, de hêtre d'Amérique et de frêne qui sont vendues à la grandeur de la province.

## Culture

Logo.

### Festivals
Depuis 2000, Dégelis organise chaque année un festival de la chanson et de l'humour nommé Festival Le Tremplin .

### Bibliothèque

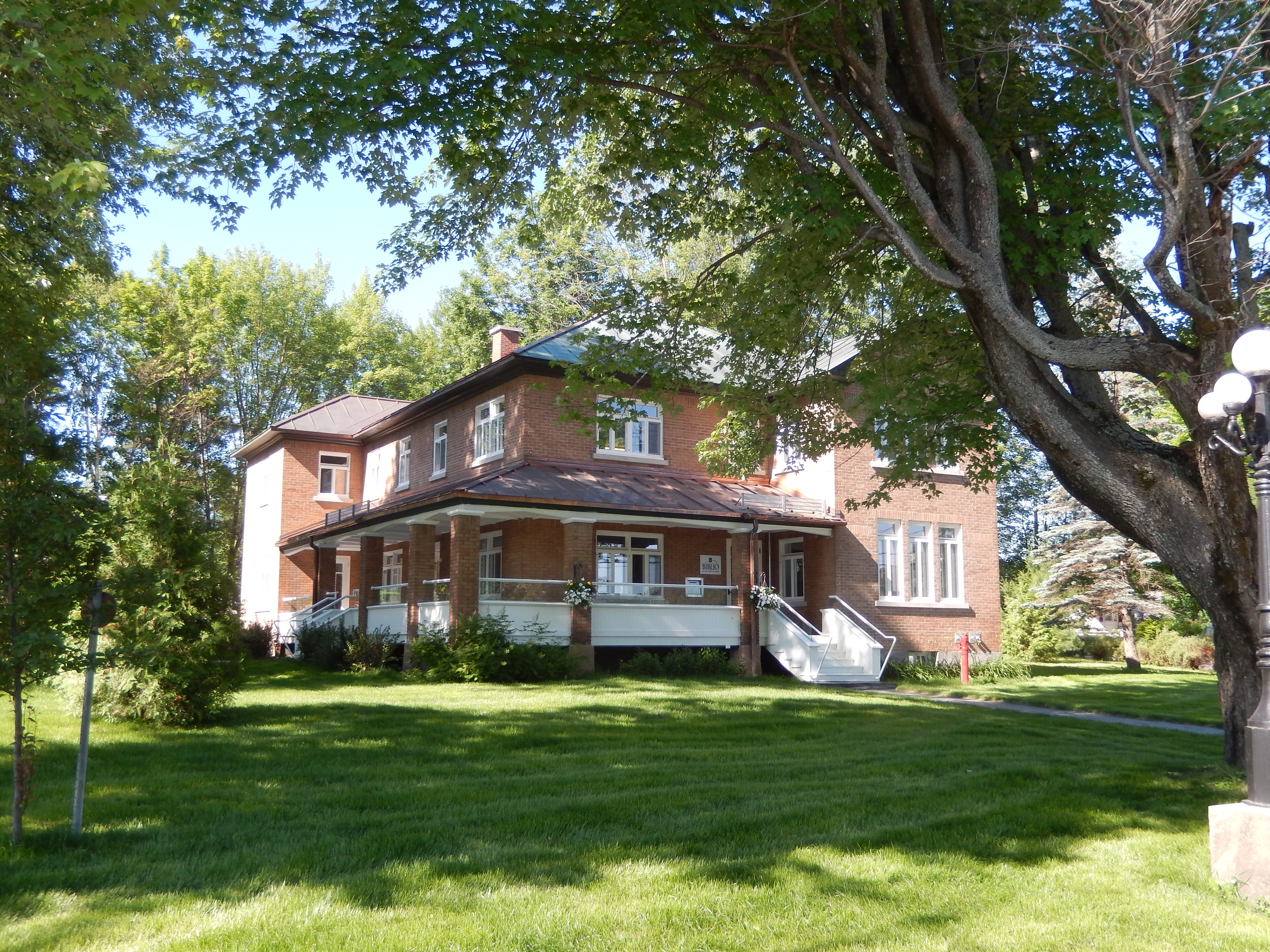
Bibliothèque municipale de Dégelis en juillet 2014 (ancien presbytère)

La bibliothèque municipale de Dégelis a été relocalisée dans un ancien presbytère datant de 1950. L'aménagement de la bibliothèque a eu lieu pendant 2010 et la restauration extérieure a eu lieu en 2013. L'inauguration officielle de la bibliothèque a eu en 2015. Cela a permis de redonner une deuxième vie à ce bâtiment figurant dans le repertoire du patrimoine culturel du Québec. Le ministère de la Culture et des Communications ont financé une partie de ce projet en versant un total de 1 365 100 $.

## Tourisme
Dégelis est un excellent site pour la chasse au cerf de Virginie.

## Administration municipale

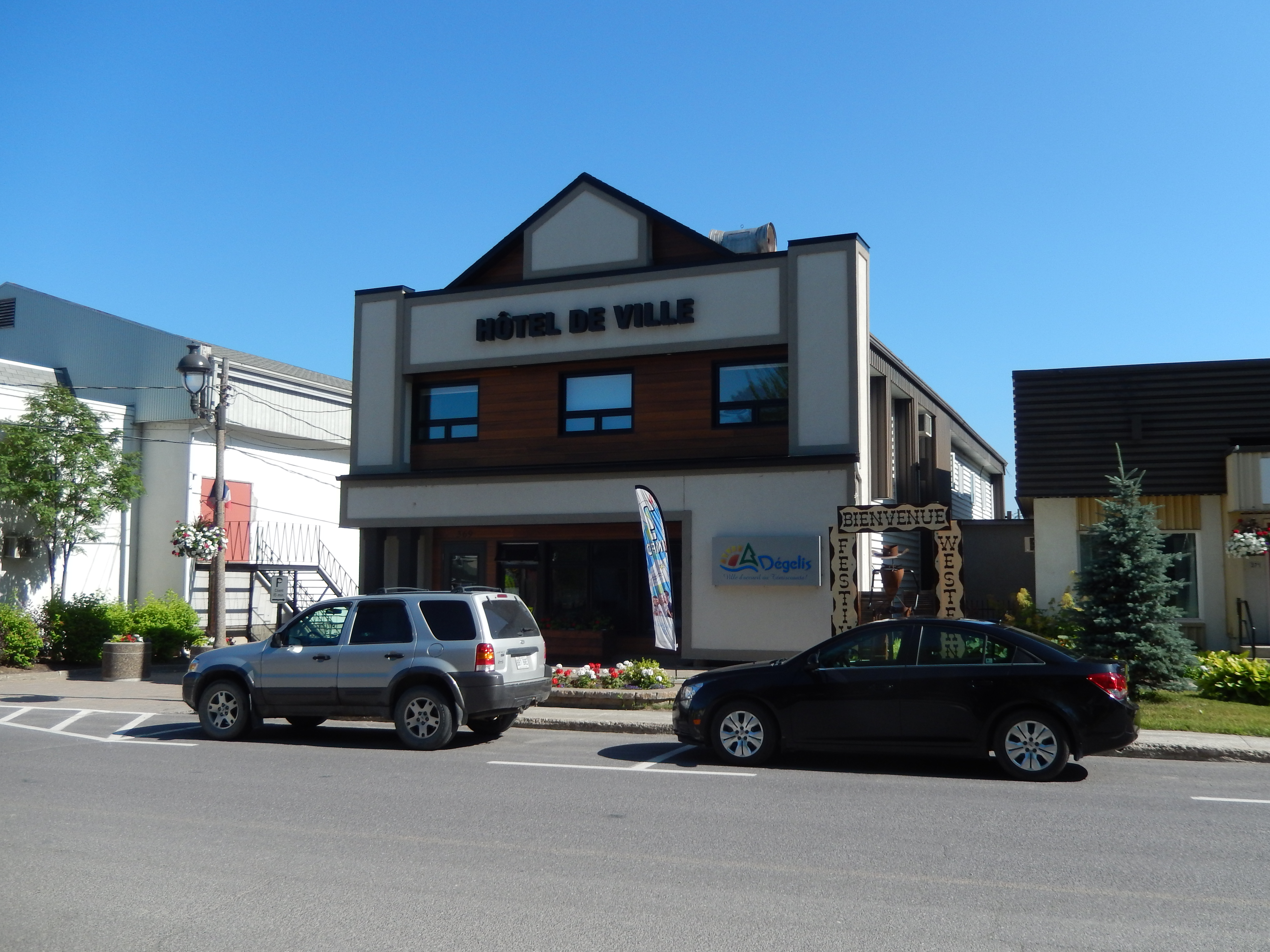
L'hôtel de ville de Dégelis en juillet 2014

Les élections municipales ont lieu tous les quatre ans et s'effectuent en bloc sans division territoriale. Le conseil municipal est composé d'un maire et de six conseillers.
| Dégelis Maires depuis 2002                                                                                           |                   |         |          |
| Élection | Maire             | Qualité | Résultat |
| 2002 | Émilien Nadeau    |         | Voir     |
| 2005 | Émilien Nadeau    | Voir    |          |
| 2009 | Claude Lavoie     |         | Voir     |
| 2013 | Normand Morin     |         | Voir     |
| 2017 | Normand Morin     | Voir    |          |
| 2021 | Gustave Pelletier |         | Voir     |
| Élection partielle en italique Depuis 2005, les élections sont simultanées dans toutes les municipalités québécoises |                   |         |          |

De plus, Bernard Caron est le directeur-général et Véronique Morneau est la secrétaire-trésorière de la municipalité.

## Représentations politiques
Québec : Dégelis fait partie de la circonscription provinciale de Kamouraska-Témiscouata. Lors de l'élection partielle québécoise de novembre 2010, le député sortant André Simard, du Parti québécois, a été élu pour représenter la population dégelisienne à l'Assemblée nationale.
 Canada : Dégelis fait partie de la circonscription fédérale de Rimouski-Neigette—Témiscouata—Les Basques. Lors de l'élection fédérale canadienne de 2011, Guy Caron, du Nouveau Parti démocratique, a été élu pour représenter la population dégelisienne à la Chambre des communes, détrônant Claude Guimond, du Bloc québécois.